# Rhizoprionodon oligolinx
O tubarão-bico-fino-cinzento é uma espécie de tubarão muito pequena do gênero Rhizoprionodon da família Carcharhinidae. É a menor espécie do seu gênero, um espécime macho adulto chega cerca até 65 cm quando adulto, e uma fêmea até 70 cm. Pode ser encontrado em águas costeiras tropicais no Indo-pacífico na Ásia, de profundidades de até 36 metros.

## Aparência
O tubarão-bico-fino-cinzento tem um focinho longo e fino, olhos grandes e circulares, barbatanas dorsais e peitorais pequenas e um tamanho bem pequeno, mas a sua área dorsal uma coloração cinzenta mais escura, e a sua barriga é branca. É a menor espécie de seu gênero, seu tamanho máximo é de pouco menos que 70 cm de comprimento quando adulto. Quando maturos podem medir de 32-65 cm.

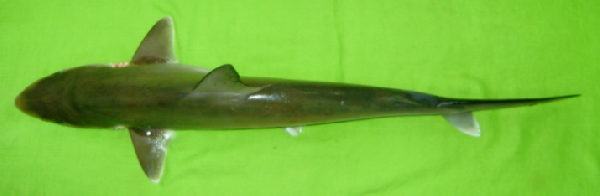
Vista de cima.

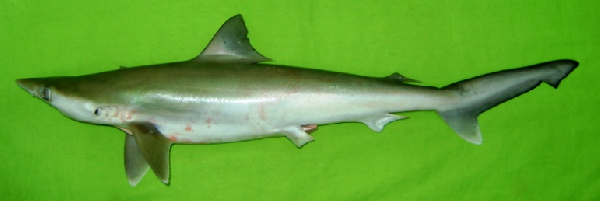
Vista de lado.

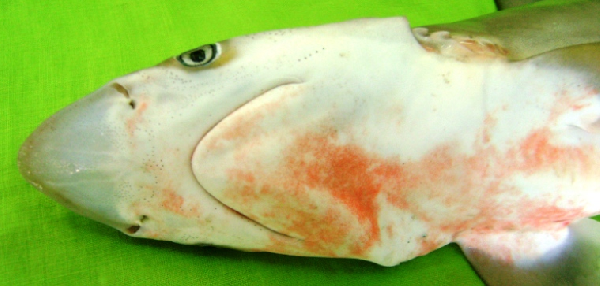
Vista de baixo.

## Distribuição e hábitat
O tubarão-bico-fino-cinzento vive em águas costeiras de climas tropicais no ocidente do Oceano Índico e ocidente do Oceano Pacífico, desde a Arábia, passando pelo sul do Irã, sul do Paquistão, sul da Índia, Bangladesh, Myanmar, Tailândia, Malásia, Camboja, Vietnã, China, e rodeando toda a Indonésia. Pode ser encontrado em profundidades de 0 até 36 metros.

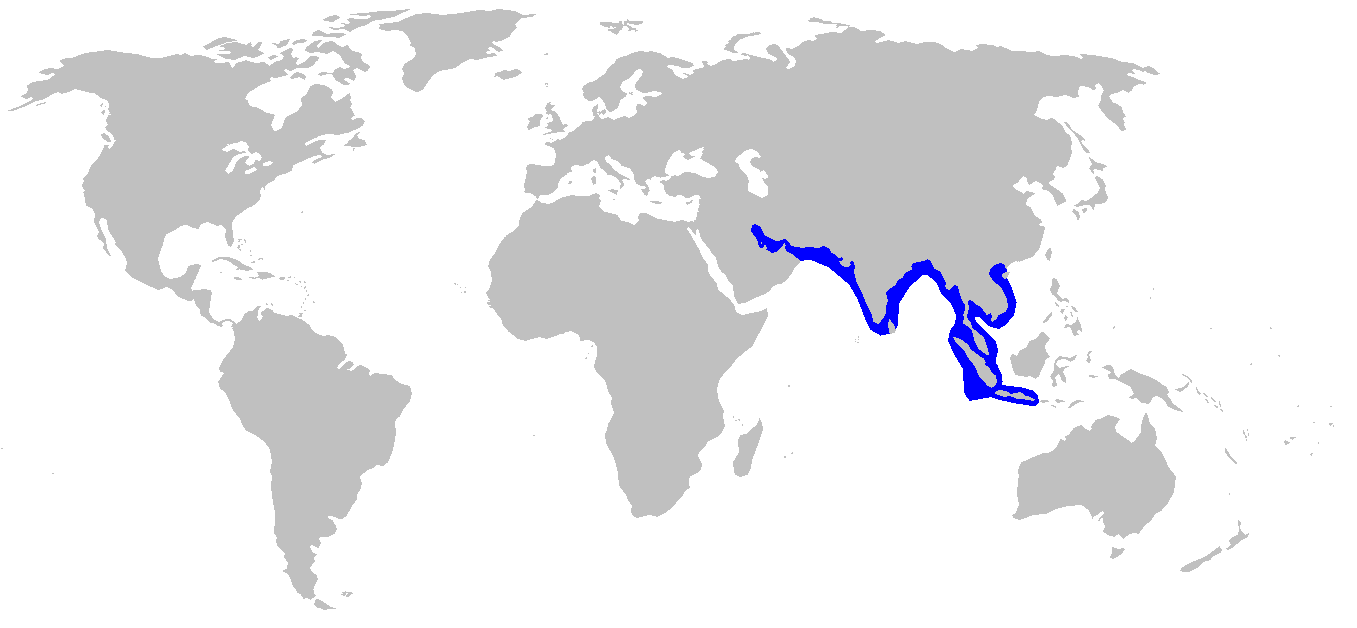
Distribuição geográfica do tubarão-bico-cinzento.

## Dieta
O tubarão-bico-fino-cinzento é carnívoro. Seu prato consiste em comer peixes ósseos, cefalópodes (como polvos e lulas) e crustáceos (como caranguejos e lagostas).

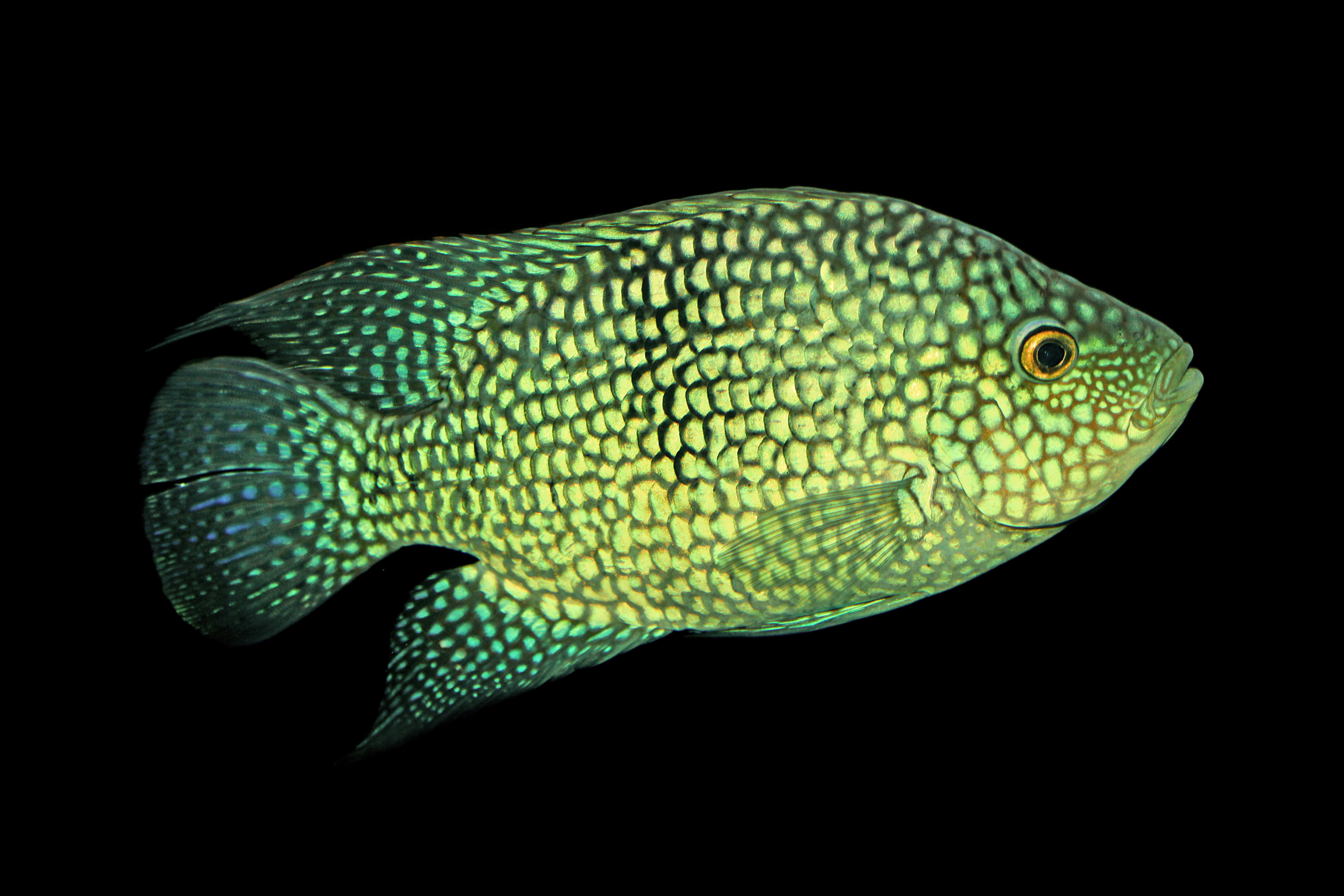

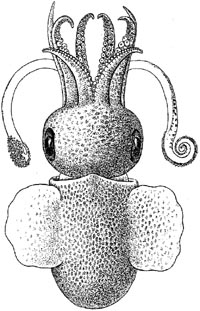

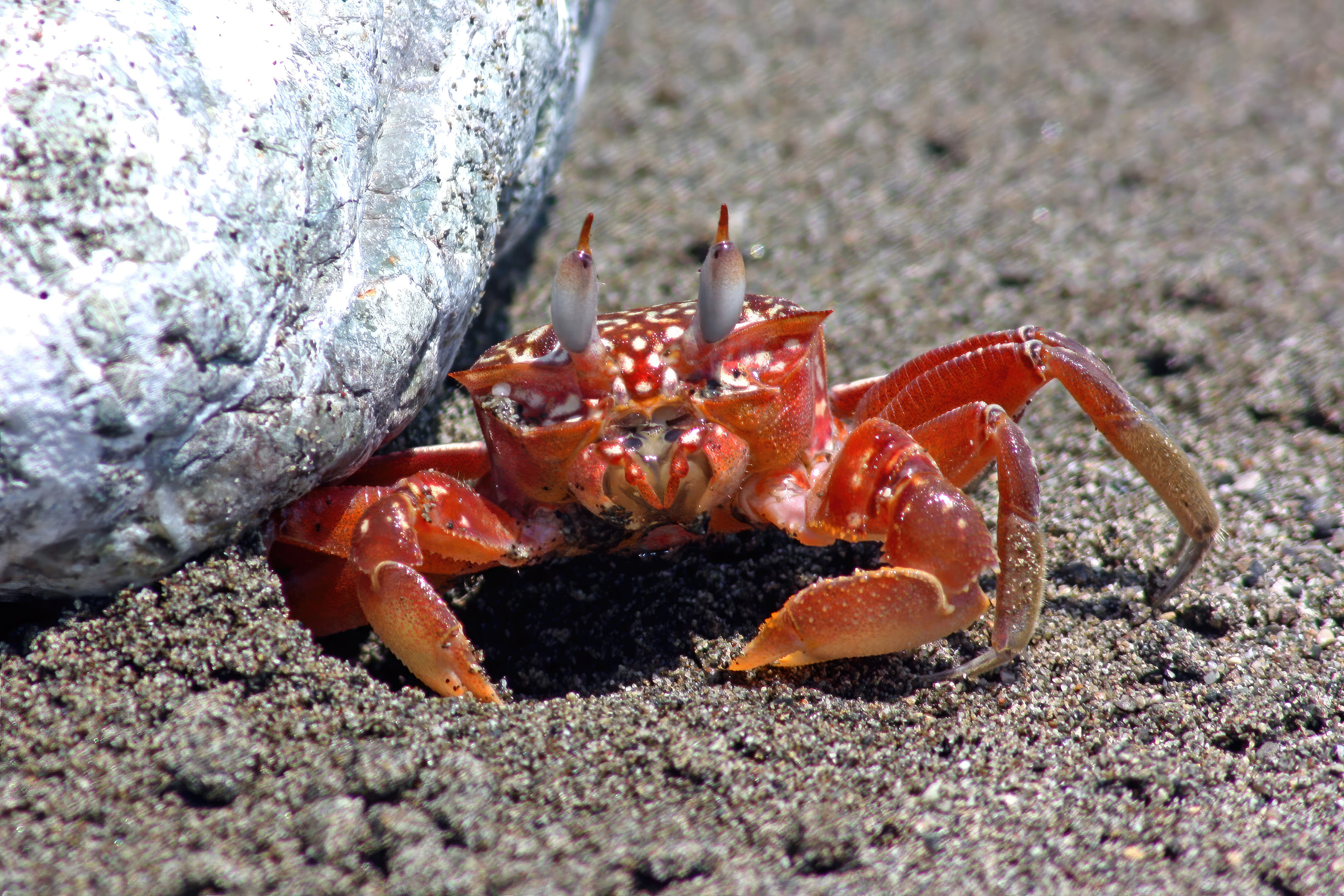

## Reprodução
O tubarão-bico-fino-cinzento é víviparo, tendo de 3 à 5 filhotes em um ninho. Quando os filhotes nascem, o tamanho médio é de 20 para 30 cm de comprimento.

## Estado de conservação
O tubarão-bico-fino-cinzento foi considerado como espécie pouco preocupante pela União Internacional para a Conservação da Natureza (IUCN) desde 2003. Apesar disso, é explorado para comercialização e consumição dos humanos e servido fresco com sal seco.